# Élections en France

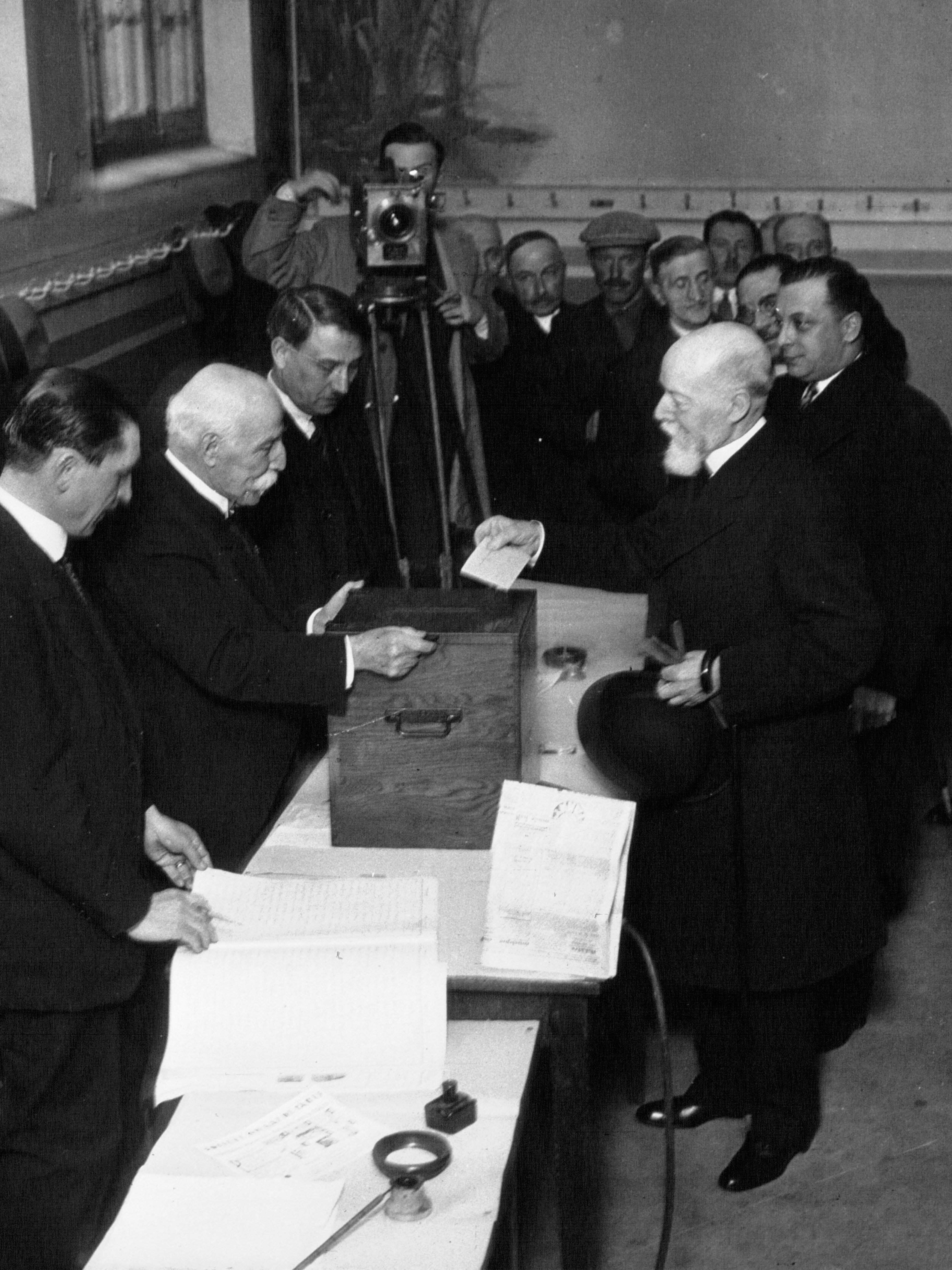
Vote Paul Doumer, élections législatives de 1932.

 (avril 2025).
Élections en France peut désigner :

## Actuellement
- Scrutins en France sous la Cinquième République

## Dans le passé
- Élections en France sous la Deuxième République
- Élections en France sous le Second Empire
- Élections en France sous la Troisième République
- Élections en France sous la Quatrième République
- Scrutins en France sous la Cinquième République